# 阿尔科拉斯球场
阿尔科拉斯球场（西班牙語：Estadio El Alcoraz），为西班牙球队韦斯卡足球俱乐部的主场所在地。体育场容量为5300人。该体育场得名于1906年发生于此地的阿尔科拉斯战役。